# Monet-Goyon S6V
La S6V est un modèle de vélomoteur de la marque Monet-Goyon produite en France entre 1949 et 1954. Elle se place dans la catégorie des motocyclettes de 125 cm3.

## Descriptif du modèle
La S6V est présentée au salon du cycle de Paris au Grand Palais en 1948. La nouveauté sur ce modèle est son bloc moteur et son cadre à suspension arrière très souple. Le moteur est un deux temps Villiers 10D - T43 de 125 cm3 d'une puissance de 4.5 CV. La fourche avant est à parallélogramme, mais sera remplacée en 1951 par une fourche téléscopique . La boite de vitesses est au pied et à 3 rapports. La vitesse maximale est de 80 km/h.

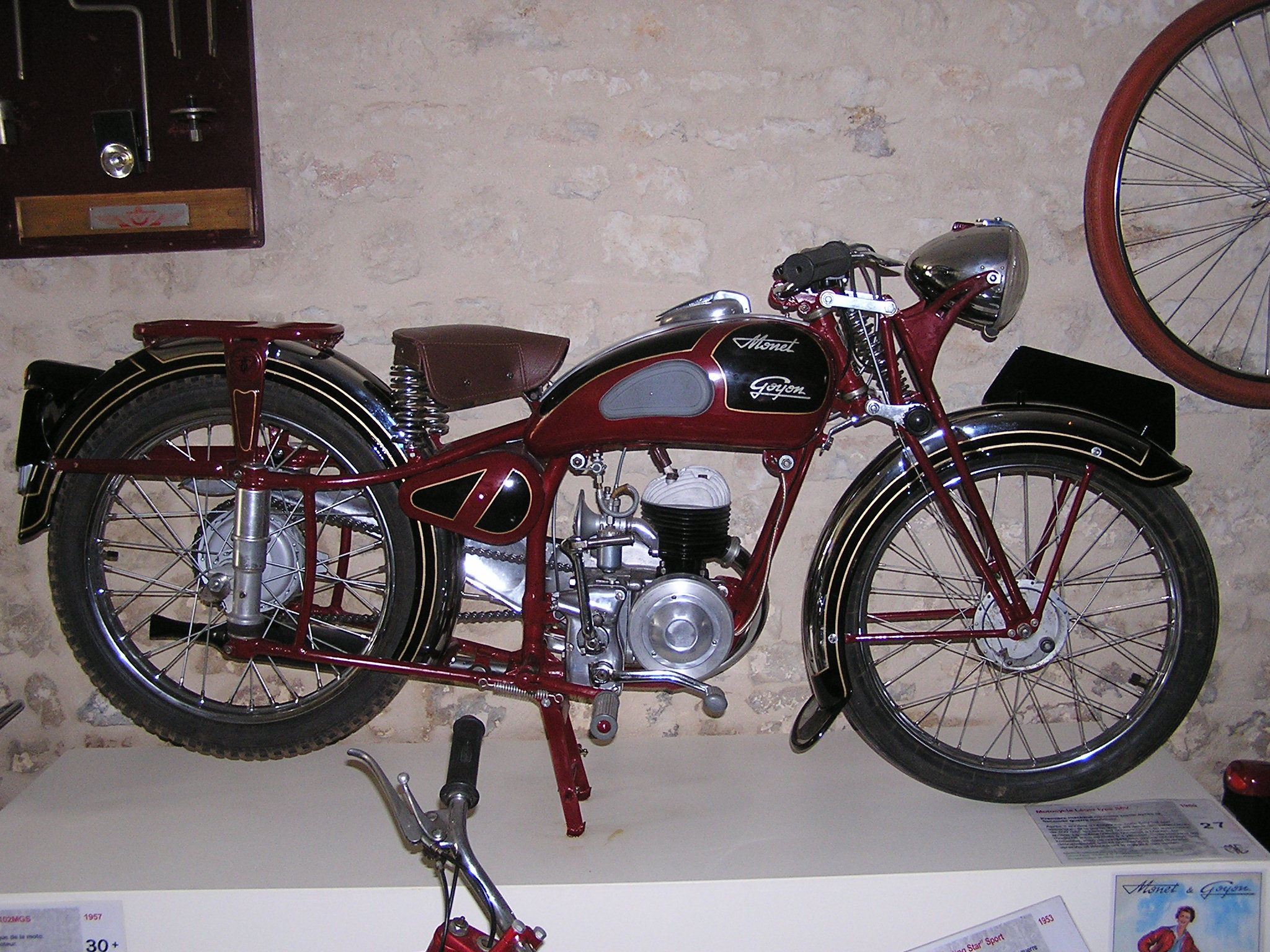
Monet-Goyon S6V de 1950

Sur ce modèle, l'amortisseur avant est réglable en marche et la transmission primaire est enfermée dans un carter étanche. La transmission secondaire est assurée par une chaine sous un carter. Le réservoir à une contenance de 12.5 litres. Le réservoir est équipé de grip-genoux, il y a un porte bagages et les repose-pieds sont recouverts de caoutchouc. Le poids total du vélomoteur est de 70 kg.
En 1950, Moto Revue annonce que Monet-Goyon communique sur son entente avec l'ingénieur Jean Albert Grégoire pour l'utilisation sur ses motocyclettes de sa nouvelle suspension brevetée. Déjà installée sur des automobiles, comme la Dyna-Panhard, cette suspension à flexibilité variable est vue comme un atout pour la marque et la qualité de ses futurs modèles.
En 1952, la S6V est déjà en vente depuis quelques années et des utilisateurs font part de leur expérience comme M.Fossier, Paris 18eme dans le Moto revue no 1056 de janvier 1952. Après 13000 km en 14 mois, il est satisfait de sa machine, notamment sa première vitesse très courte qui lui permet de monter n'importe quelle côte dans Paris à deux personnes. Il note qu'il n'a jamais utilisé le frein de direction, la tenue de route étant très bonne. A une vitesse de 60 km/h, il consomme 2.5l au 100km. Par contre, il déplore que la fourche arrière, très souple, talonne trop facilement en duo.
La production de cette motocyclette intervient quelques années seulement avant la fermeture définitive de l'usine de la marque à Macon en 1959.

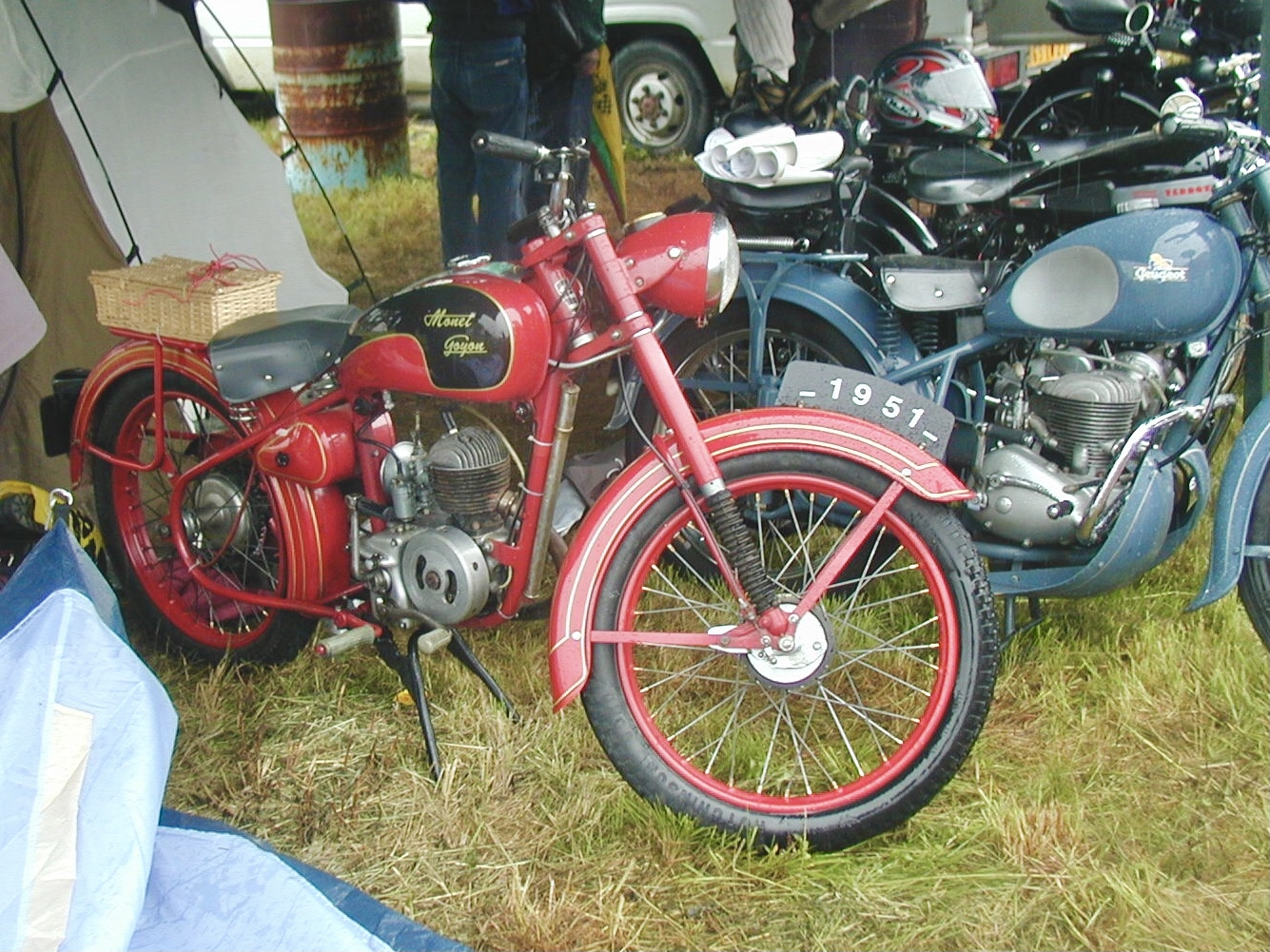
Monet-Goyon S6V lors d'une exposition

## Autres versions
Elle a été déclinée en plusieurs sous-versions, en fonction du carénage et des options disponibles:
- S6V de 1949 à 1954
- S6VU et S6VL de 1953 à 1954
- S6VS de 1955 à 1956
- S6VS de 400 cm3 en 1957
- S6VG et S6VG4 en 1954
- S6V4 en 1955
- S6V40 en 1955 et 1956
- S6VR en 1958 et 1959

## Tarifs
En 1953, la S6V, dite "Tourisme Luxe", vaut 120 000 francs (5000 euros de 2025). ll est possible de l'équiper du correcteur Grégoire à l'arrière pour 3000 francs (125 euros de 2025). Trois options indépendantes sont également disponibles: un avertisseur électrique, un redresseur et volant magnétique (9500 francs) ou un projecteur avec compteur incorporé (4200 francs) ou un volant magnétique seul (2900 francs).
La S6VU, dite "Utilitaire" vaut 98500 francs avec une fourche télescopique et des pneus 25x3.
La S6VL reprend les caractéristiques de la S6V mais est dite "Grand Luxe". Elle a toutes les options décrites pour la S6V plus un échappement Wilman et une fourche téléscopique renforcée.